# Perikan Tengah
Perikan Tengah is een bestuurslaag in het regentschap Kerinci van de provincie Jambi, Indonesië. Perikan Tengah telt 535 inwoners (volkstelling 2010).